# Mistrovství světa supersportů 2022
Mistrovství světa supersportů 2022 (oficiálně: FIM Supersport World Championship) je 26. ročníkem Mistrovství světa supersportů.

## Kalendář
| Podnik | Podnik | Datum         | Název                        | Okruh                                  | Mapa okruhu |
| ------ | ------ | ------------- | ---------------------------- | -------------------------------------- | ----------- |
| 1      | Z1     | 9. dubna      | Pirelli Aragon Round         | MotorLand Aragón                       |             |
| 1      | Z2     | 10. dubna     | Pirelli Aragon Round         | MotorLand Aragón                       |             |
| 2      | Z1     | 23. dubna     | Motul Dutch Round            | TT Circuit Assen                       |             |
| 2      | Z2     | 24. dubna     | Motul Dutch Round            | TT Circuit Assen                       |             |
| 3      | Z1     | 21. května    | Estoril Round                | Circuito do Estoril                    |             |
| 3      | Z2     | 22. května    | Estoril Round                | Circuito do Estoril                    |             |
| 4      | Z1     | 11. června    | Pirelli Emilia-Romagna Round | Misano World Circuit Marco Simoncelli  |             |
| 4      | Z2     | 12 . června   | Pirelli Emilia-Romagna Round | Misano World Circuit Marco Simoncelli  |             |
| 5      | Z1     | 16. července  | Prosecco DOC UK Round        | Donington Park                         |             |
| 5      | Z2     | 17. července  | Prosecco DOC UK Round        | Donington Park                         |             |
| 6      | Z1     | 30. července  | Czech Round                  | Autodrom Most                          |             |
| 6      | Z2     | 31. července  | Czech Round                  | Autodrom Most                          |             |
| 7      | Z1     | 10. září      | French Round                 | Circuit de Nevers Magny-Cours          |             |
| 7      | Z2     | 11. září      | French Round                 | Circuit de Nevers Magny-Cours          |             |
| 8      | Z1     | 24. září      | Catalunya Round              | Circuit de Barcelona-Catalunya         |             |
| 8      | Z2     | 25. září      | Catalunya Round              | Circuit de Barcelona-Catalunya         |             |
| 9      | Z1     | 8. října      | Pirelli Portuguese Round     | Algarve International Circuit          |             |
| 9      | Z2     | 9. října      | Pirelli Portuguese Round     | Algarve International Circuit          |             |
| 10     | Z1     | 22. října     | Motul Argentienan Round      | Circuito San Juan Villicum             |             |
| 10     | Z2     | 23. října     | Motul Argentienan Round      | Circuito San Juan Villicum             |             |
| 11     | Z1     | 12. listopadu | Indonesian Round             | Mandalika International Street Circuit |             |
| 11     | Z2     | 13. listopadu | Indonesian Round             | Mandalika International Street Circuit |             |
| 12     | Z1     | 19. listopadu | Australian Round             | Phillip Island Grand Prix Circuit      |             |
| 12     | Z2     | 20. listopadu | Australian Round             | Phillip Island Grand Prix Circuit      |             |
| Zdroj  |        |               |                              |                                        |             |

Vysvětlivky:
Z1 = První závod
Z2 = Druhý závod

## Startovní listina
| Tým                               | Konstruktér | Motocykl         | #  | Jezdec                | Třída | Podniky |
| --------------------------------- | ----------- | ---------------- | -- | --------------------- | ----- | ------- |
| Orelac Racing VerdNatura WorldSSP | Ducati      | Panigale V2      | 3  | Raffaele De Rosa      |       | 1–2     |
| Motozoo Racing by Puccetti        | Kawasaki    | ZX-6R            | 6  | Jeffrey Buis          | C     | 1–2     |
| Motozoo Racing by Puccetti        | Kawasaki    | ZX-6R            | 15 | Eugene McManus        |       | 1–2     |
| Motozoo Racing by Puccetti        | Kawasaki    | ZX-6R            | 21 | Benjamin Currie       |       |         |
| Evan Bros. WorldSSP Yamaha Team   | Yamaha      | YZF-R6           | 7  | Lorenzo Baldassarri   |       | 1–2     |
| Evan Bros. WorldSSP Yamaha Team   | Yamaha      | YZF-R6           | 56 | Péter Sebestyén       |       | 1–2     |
| MS Racing Yamaha WorldSSP         | Yamaha      | YZF-R6           | 10 | Unai Orradre          |       | 1–2     |
| MS Racing Yamaha WorldSSP         | Yamaha      | YZF-R6           | 50 | Ondřej Vostatek       |       | 1–2     |
| Aruba.it Racing WorldSSP Team     | Ducati      | Panigale V2      | 11 | Nicolò Bulega         |       | 1–2     |
| D34G Racing                       | Ducati      | Panigale V2      | 12 | Filippo Fuligni       | C     | 1–2     |
| D34G Racing                       | Ducati      | Panigale V2      | 22 | Federico Fuligni      | C     | 1–2     |
| GMT94 Yamaha                      | Yamaha      | YZF-R6           | 16 | Jules Cluzel          |       | 1–2     |
| GMT94 Yamaha                      | Yamaha      | YZF-R6           | 94 | Andy Verdoïa          |       | 1–2     |
| VFT Racing                        | Yamaha      | YZF-R6           | 17 | Kyle Smith            |       | 1–2     |
| VFT Racing                        | Yamaha      | YZF-R6           | 25 | Marcel Brenner        | C     | 1–2     |
| Ten Kate Racing Yamaha            | Yamaha      | YZF-R6           | 24 | Leonardo Taccini      |       | 1–2     |
| Ten Kate Racing Yamaha            | Yamaha      | YZF-R6           | 77 | Dominique Aegerter    |       | 1–2     |
| EAB Racing Team                   | Yamaha      | YZF-R6           | 28 | Glenn van Straalen    |       | 1–2     |
| Barni Spark Racing Team           | Ducati      | Panigale V2      | 32 | Oli Bayliss           |       | 1–2     |
| Dynavolt Triumph                  | Triumph     | Street Triple RS | 38 | Hannes Soomer         |       | 1–2     |
| Dynavolt Triumph                  | Triumph     | Street Triple RS | 62 | Stefano Manzi         |       | 1–2     |
| Kallio Racing                     | Yamaha      | YZF-R6           | 52 | Patrick Hobelsberger  |       | 1–2     |
| Kallio Racing                     | Yamaha      | YZF-R6           | 88 | Alessandro Zetti      | C     | 1–2     |
| MV Agusta Reparto Corse           | MV Agusta   | F3 800 RR        | 54 | Bahattin Sofuoğlu     | C     | 1–2     |
| MV Agusta Reparto Corse           | MV Agusta   | F3 800 RR        | 66 | Niki Tuuli            |       | 1–2     |
| Kawasaki Puccetti Racing          | Kawasaki    | ZX-6R            | 55 | Yari Montella         |       | 1–2     |
| Kawasaki Puccetti Racing          | Kawasaki    | ZX-6R            | 61 | Can Öncü              |       | 1–2     |
| Althea Racing                     | Ducati      | Panigale V2      | 64 | Federico Caricasulo   |       | 1–2     |
| Prodina Racing WorldSSP           | Kawasaki    | ZX-6R            | 69 | Tom Booth-Amos        | C     | 1–2     |
| Yart – Yamaha WorldSSP            | Yamaha      | YZF-R6           | 71 | Tom Edwards           |       | 2       |
| CM Racing                         | Ducati      | Panigale V2      | 73 | Maximilian Kofler     |       | 1–2     |
| MPM Routz Racing                  | Yamaha      | YZF-R6           | 74 | Jaimie van Sikkelerus |       | 2       |
| MTM Kawasaki                      | Kawasaki    | ZX-6R            | 99 | Adrián Huertas        |       | 1–2     |

| Klíč                    |
| ----------------------- |
| Stalý jezdec            |
| Jezdec na divokou kartu |
| Nahradní jezdec         |
| C WorldSSP Challenge    |